# Gornja Rasovača
Gornja Rasovača (cyr. Горња Расовача) – wieś w Serbii, w okręgu niszawskim, w gminie Merošina. W 2011 roku liczyła 218 mieszkańców.